# Division II i fotboll 1954/1955
Division II i fotboll 1954/1955 bestod av tre serier med 10 respektive 14 lag. Det var då Sveriges näst högsta division. Varje serievinnare gick upp till Allsvenskan och de sämsta degraderades till Division III. Det gavs 2 poäng för vinst, 1 poäng för oavgjort och 0 poäng för förlust.

## Serier

### Norrland
| Nr | Lag                  | S  | V  | O | F  | GM | IM | MS  | P  |
| -- | -------------------- | -- | -- | - | -- | -- | -- | --- | -- |
| 1  | Sandvikens IF (N)    | 18 | 15 | 2 | 1  | 77 | 18 | +59 | 32 |
| 2  | Lycksele IF          | 18 | 8  | 6 | 4  | 38 | 23 | +15 | 22 |
| 3  | Fagerviks GF         | 18 | 9  | 4 | 5  | 42 | 39 | +3  | 22 |
| 4  | IFK Östersund        | 18 | 7  | 5 | 6  | 27 | 24 | +3  | 19 |
| 5  | Ljusne AIK           | 18 | 8  | 3 | 7  | 33 | 39 | −6  | 19 |
| 6  | Skellefteå AIK       | 18 | 5  | 8 | 5  | 30 | 33 | −3  | 18 |
| 7  | IFK Holmsund (U)     | 18 | 6  | 3 | 9  | 33 | 41 | −8  | 15 |
| 8  | IF Friska Viljor (U) | 18 | 5  | 3 | 10 | 20 | 38 | −18 | 13 |
| 9  | IF Älgarna           | 18 | 4  | 3 | 11 | 24 | 46 | −22 | 11 |
| 10 | Skutskärs IF (U)     | 18 | 2  | 5 | 11 | 22 | 45 | −23 | 9  |

Sandvikens IF gick upp till Allsvenskan och IF Friska Viljor, IF Älgarna och Skutskärs IF flyttades ner till division III. De ersattes av Sandvikens AIK från Allsvenskan och från division III kom Bodens BK, Sollefteå GIF och GIF Sundsvall.

### Svealand
| Nr | Lag               | S  | V  | O | F  | GM | IM | MS  | P  |
| -- | ----------------- | -- | -- | - | -- | -- | -- | --- | -- |
| 1  | Västerås SK       | 18 | 12 | 2 | 4  | 32 | 26 | +6  | 26 |
| 2  | IFK Eskilstuna    | 18 | 11 | 1 | 6  | 47 | 28 | +19 | 23 |
| 3  | Motala AIF        | 18 | 9  | 2 | 7  | 38 | 30 | +8  | 20 |
| 4  | IK City           | 18 | 9  | 1 | 8  | 32 | 23 | +9  | 19 |
| 5  | Örebro SK         | 18 | 8  | 3 | 7  | 31 | 23 | +8  | 19 |
| 6  | Köpings IS (U)    | 18 | 9  | 1 | 8  | 36 | 38 | −2  | 19 |
| 7  | Karlstads BIK (U) | 18 | 8  | 3 | 7  | 34 | 39 | −5  | 19 |
| 8  | IK Brage          | 18 | 6  | 3 | 9  | 35 | 34 | +1  | 15 |
| 9  | Karlskoga IF      | 18 | 6  | 1 | 11 | 23 | 37 | −14 | 13 |
| 10 | Södertälje SK (U) | 18 | 3  | 1 | 14 | 26 | 56 | −30 | 7  |

Västerås SK gick upp till Allsvenskan och Karlskoga IF och Södertälje SK flyttades ner till division III. De ersattes av Surahammars IF, IFK Stockholm och SK Sifhälla från division III.

### Götaland
| Nr | Lag                     | S  | V  | O | F  | GM | IM | MS  | P  |
| -- | ----------------------- | -- | -- | - | -- | -- | -- | --- | -- |
| 1  | Norrby IF               | 26 | 20 | 2 | 4  | 71 | 27 | +44 | 42 |
| 2  | IFK Malmö               | 26 | 18 | 4 | 4  | 56 | 25 | +31 | 40 |
| 3  | IF Elfsborg (N)         | 26 | 16 | 3 | 7  | 41 | 26 | +15 | 35 |
| 4  | Råå IF                  | 26 | 16 | 2 | 8  | 45 | 37 | +8  | 34 |
| 5  | Jönköpings Södra IF (N) | 26 | 15 | 2 | 9  | 56 | 45 | +11 | 32 |
| 6  | BK Derby                | 26 | 12 | 4 | 10 | 49 | 36 | +13 | 28 |
| 7  | Höganäs BK              | 26 | 9  | 5 | 12 | 40 | 37 | +3  | 23 |
| 8  | Landskrona BoIS         | 26 | 8  | 6 | 12 | 31 | 42 | −11 | 22 |
| 9  | IFK Trelleborg          | 26 | 9  | 4 | 13 | 39 | 53 | −14 | 22 |
| 10 | Nybro IF (U)            | 26 | 9  | 3 | 14 | 50 | 49 | +1  | 21 |
| 11 | Kinna IF (U)            | 26 | 9  | 2 | 15 | 29 | 50 | −21 | 20 |
| 12 | IK Sleipner             | 26 | 8  | 3 | 15 | 36 | 62 | −26 | 19 |
| 13 | Åtvidabergs FF          | 26 | 8  | 2 | 16 | 32 | 48 | −16 | 18 |
| 14 | IS Halmia (U)           | 26 | 2  | 4 | 20 | 25 | 63 | −38 | 8  |

Norrby IF gick upp till Allsvenskan och IS Halmia flyttades ner till division III.
På grund av serieomläggning flyttades ett större antal lag upp till Götalandsserien, för mer information se Division II i fotboll 1955/1956.
| Hemma \ Borta    | BKD | HBK | IFE | IFKM | IFKT | IKS | ISH | JS  | KIF | BOIS | NOR | NYB | RIF | ÅFF |
| BK Derby         | —   | –   | –   | –    | –    | –   | –   | 1–1 | –   | –    | –   | –   | –   | –   |
| Höganäs BK       | –   | —   | –   | –    | –    | –   | –   | 1–4 | –   | –    | –   | –   | –   | –   |
| IF Elfsborg      | –   | –   | —   | –    | –    | –   | –   | 2–0 | –   | –    | –   | –   | –   | –   |
| IFK Malmö        | –   | –   | –   | —    | –    | –   | –   | 4–1 | –   | –    | –   | –   | –   | –   |
| IFK Trelleborg   | –   | –   | –   | –    | —    | –   | –   | 0–2 | –   | –    | –   | –   | –   | –   |
| IK Sleipner      | –   | –   | –   | –    | –    | —   | –   | 2–0 | –   | –    | –   | –   | –   | –   |
| IS Halmia        | –   | –   | –   | –    | –    | –   | —   | 2–6 | –   | –    | –   | –   | –   | –   |
| Jönköpings Södra | 3–2 | 1–1 | 2–1 | 0–6  | 3–0  | 2–0 | 3–1 | —   | 6–1 | 1–2  | 1–3 | 3–1 | 3–1 | 3–0 |
| Kinna IF         | –   | –   | –   | –    | –    | –   | –   | 1–3 | —   | –    | –   | –   | –   | –   |
| Landskrona BoIS  | –   | –   | –   | –    | –    | –   | –   | 1–2 | –   | —    | –   | –   | –   | –   |
| Norrby IF        | –   | –   | –   | –    | –    | –   | –   | 2–0 | –   | –    | —   | –   | –   | –   |
| Nybro IF         | –   | –   | –   | –    | –    | –   | –   | 4–1 | –   | –    | –   | —   | –   | –   |
| Råå IF           | –   | –   | –   | –    | –    | –   | –   | 5–2 | –   | –    | –   | –   | —   | –   |
| Åtvidabergs FF   | –   | –   | –   | –    | –    | –   | –   | 0–3 | –   | –    | –   | –   | –   | —   |